# Canelones (ville)
Pour les articles homonymes, voir Canelones (homonymie).
Canelones est une ville de l'Uruguay, siège d'une municipalité, et la capitale du département de Canelones. 
En plus d'être la capitale administrative, c'est une ville avec un patrimoine historique notable. Bien desservie par des voies de communication et profitant de sa proximité avec la capitale, cette petite ville participe activement à l'Aire métropolitaine de Montevideo dont elle fait partie.

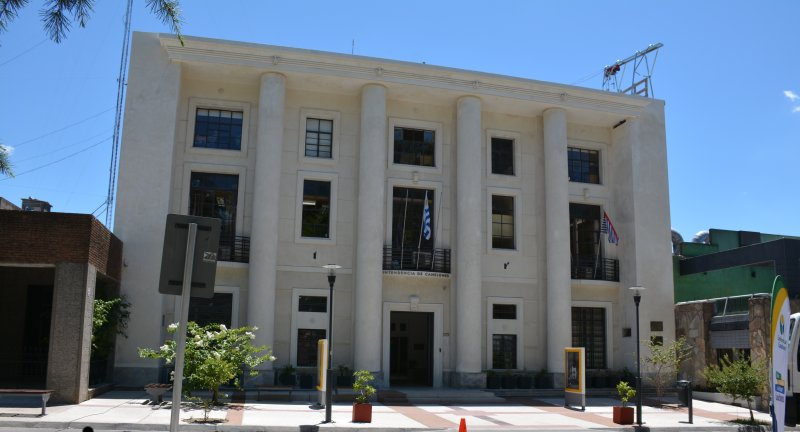
Canelones abrite le siège de l'intendance départementale.

En 2011, la population de la ville était de 19 865 habitants, ce qui en faisait la 7e ville de son département.
 Selon les dernières estimations de l'Intendance de Canelones,
la ville compte aujourd'hui 27 406 habitants.

## Histoire
La ville fut officiellement fondée le 10 juin 1782 par le prêtre Don Juan Miguel de Laguna et avait alors le nom de Nuestra Señora de Guadalupe (Notre Dame de Guadeloupe). Le 23 mars 1916, elle fut considérée comme étant une ville par la loi et fut renommée en Canelones.
Nuestra Señora de Guadalupe fut choisie par Artigas (président provisoire des orientales, les uruguayens orientaux) pour être la capitale de la Province Orientale (Provincia Oriental) en 1813. Le 27 janvier 1816, le département de Canelones fut l'un des six nouveaux départements uruguayens.

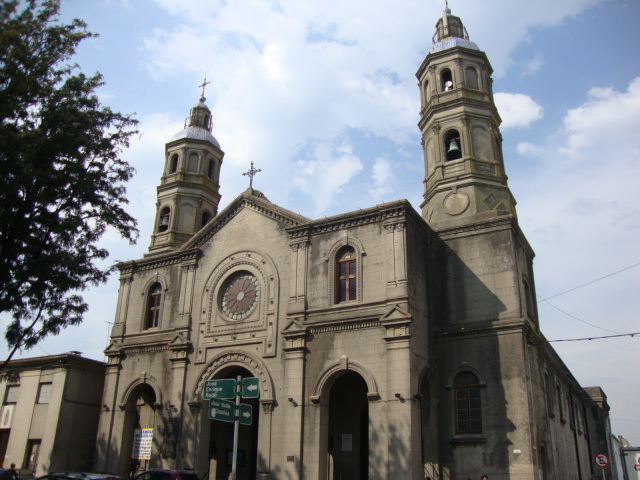
Façade de la Cathédralede Canelones.

Lors de son tour du monde, Charles Darwin y coucha le 14 novembre 1833, en venant de Montevideo.

## Population
Sa population est de 19 865 habitants environ (2011).
| Année | Population |
| ----- | ---------- |
| 1963  | 14 185     |
| 1975  | 15 988     |
| 1985  | 17 323     |
| 1996  | 19 388     |
| 2004  | 19 631     |
| 2011  | 19 865     |

Référence,:

## Jumelages
- Santa Fe (Argentine)

## Bâtiments remarquables
- Le patrimoine religieux de la ville

La cathédrale catholique Notre-Dame-de-Guadalupe, également reconnue sanctuaire national.

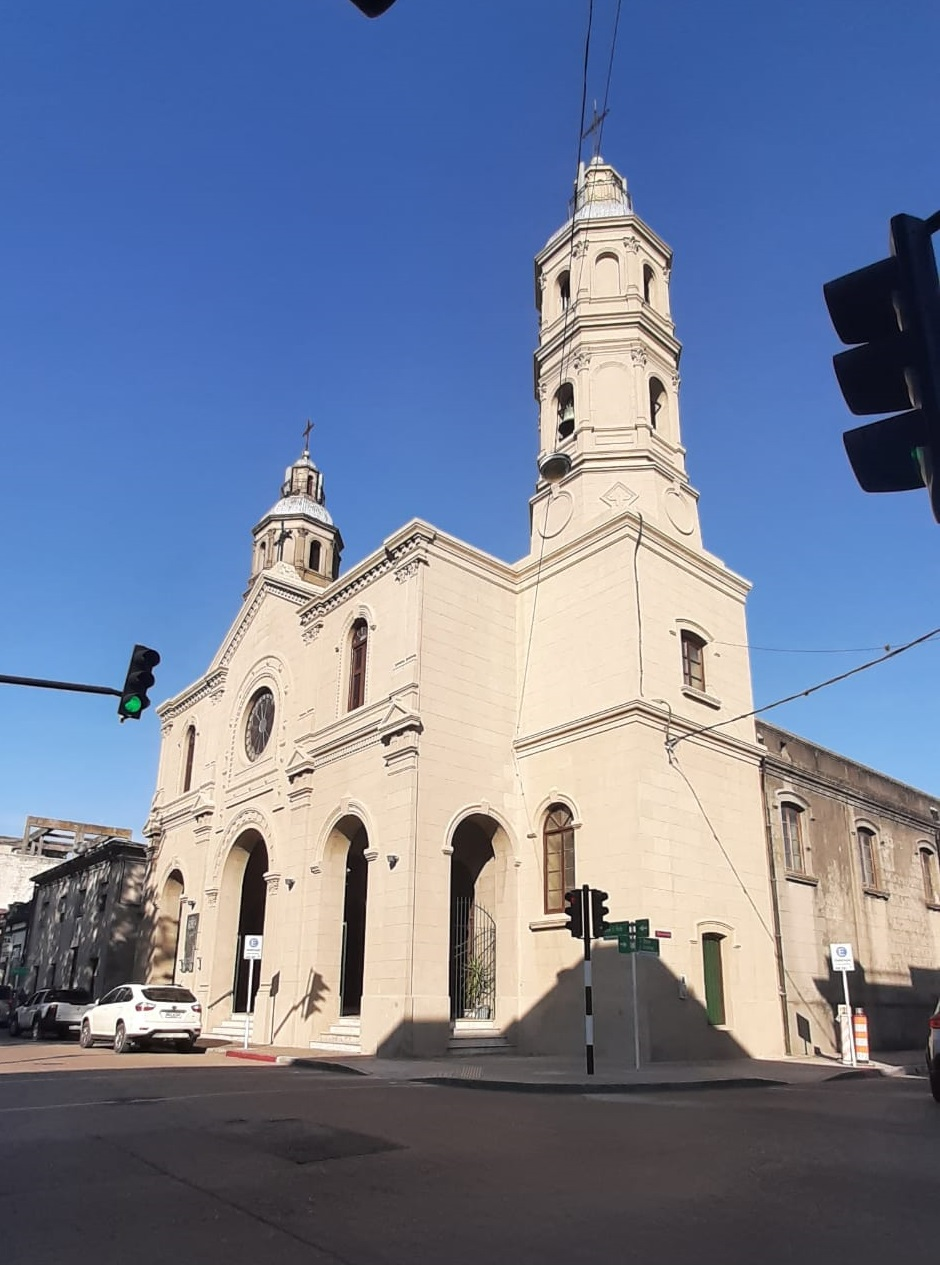
La Cathédrale N-D de Guadalupe à Canelones.

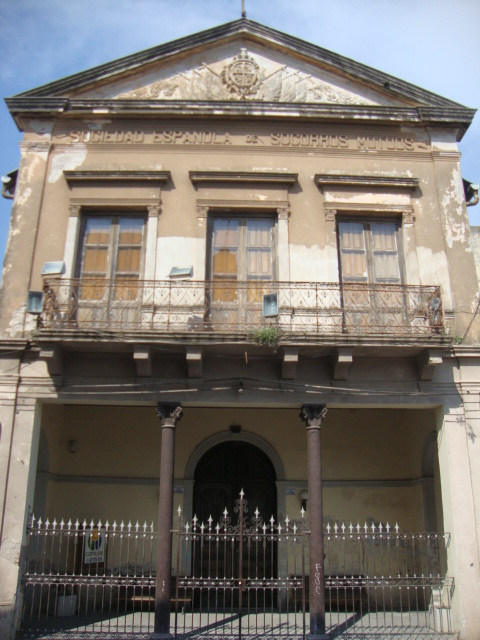
La façade richement décoree du Théâtre Colón.

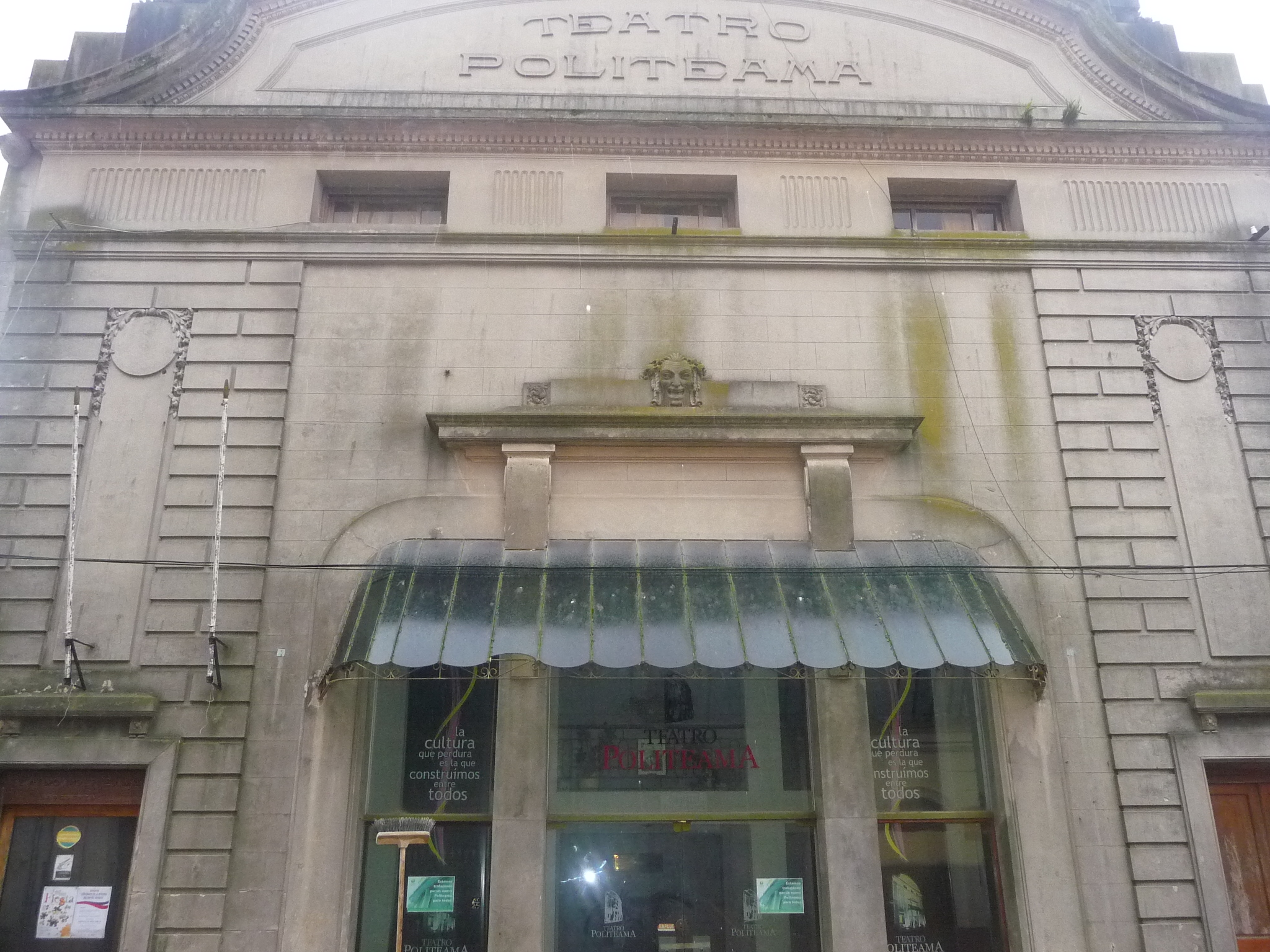
Façade du Théátre Politeama.

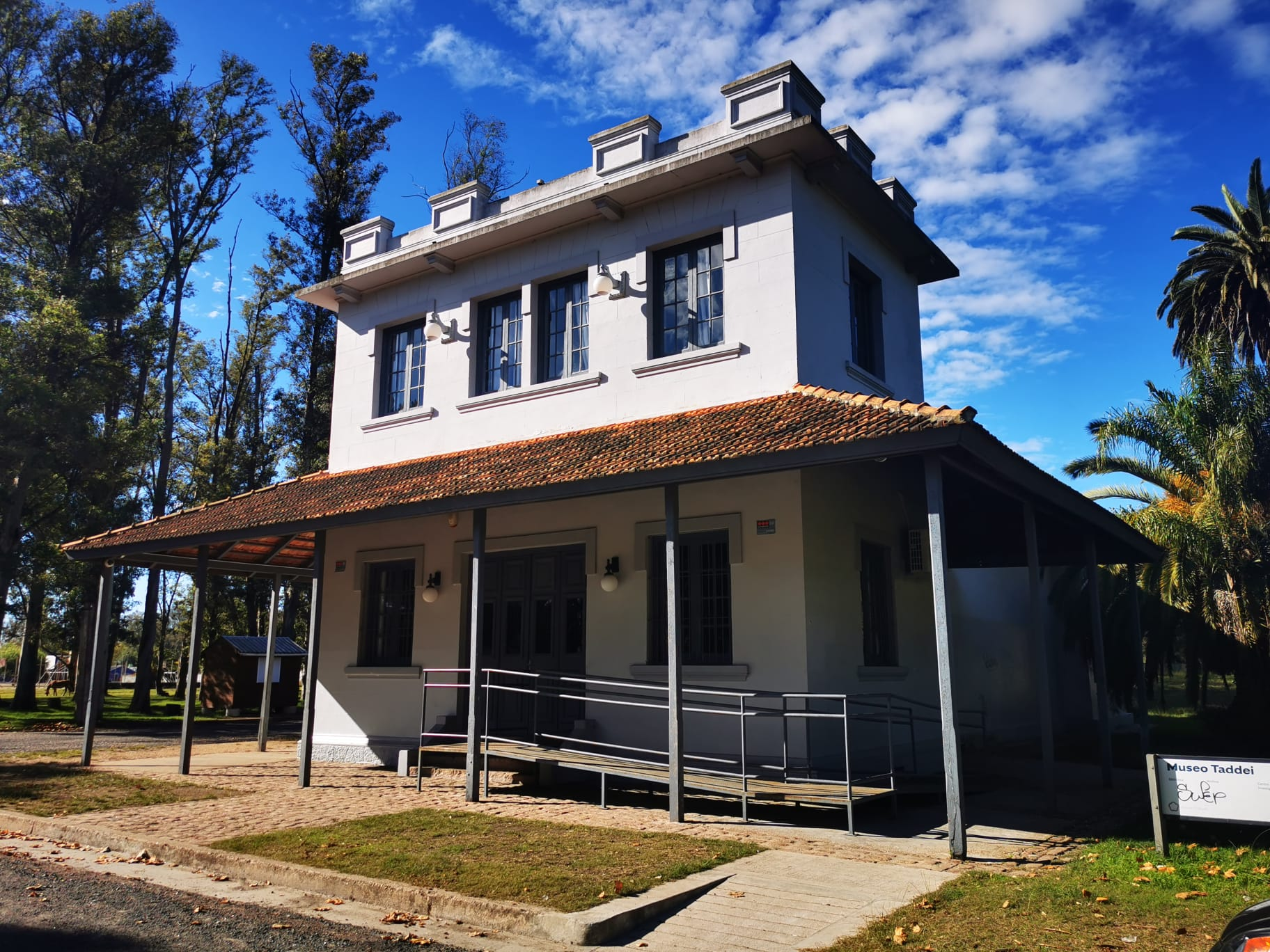
Le Musée Taddei.

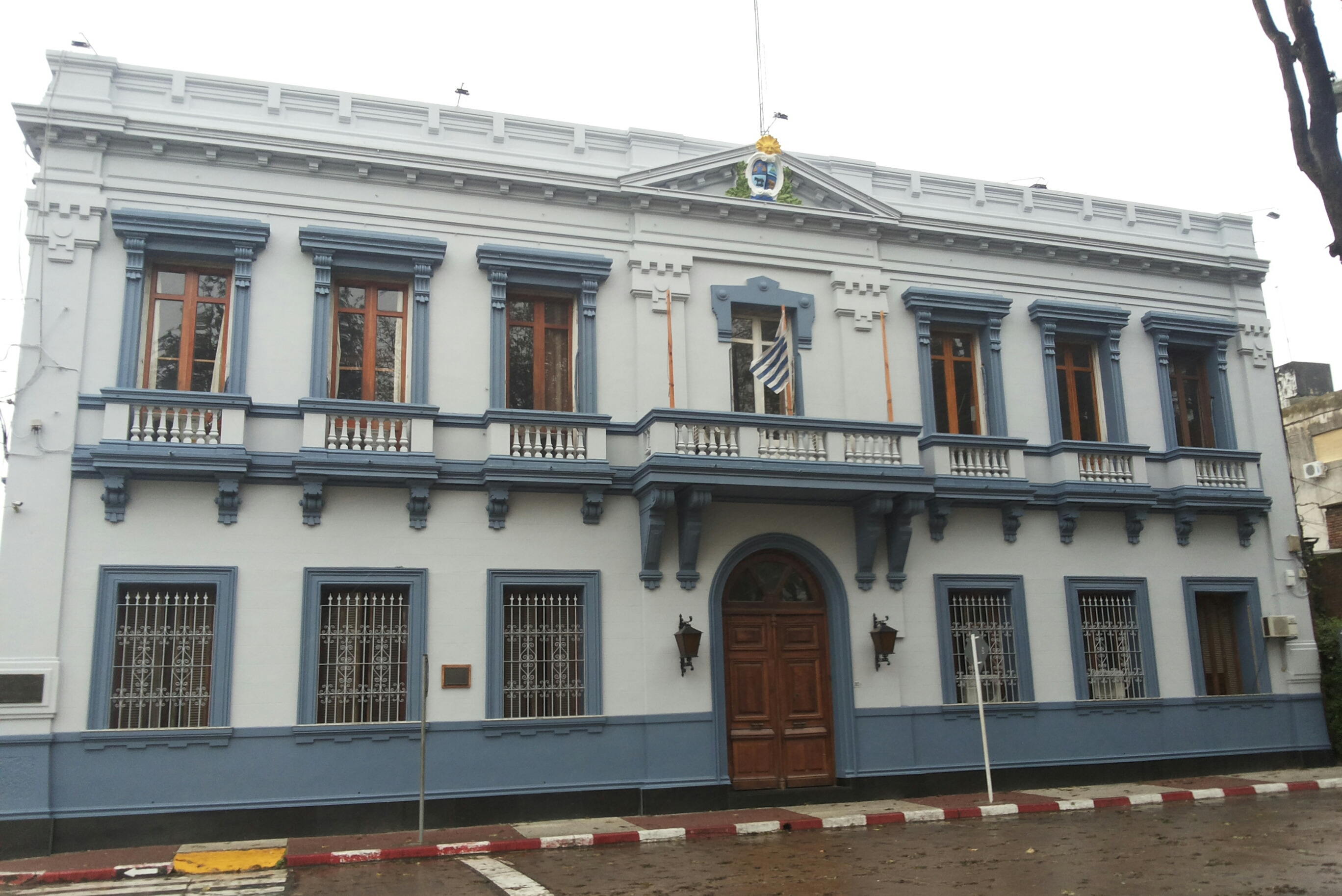
Le bâtiment de la préfecture de police.

- Le patrimoine urbain civil: